# Youthsource records
youthsource records（ユースソース レコード）は、2015年にタワーレコード内に設立されたアイドル専門のレコードレーベル。

## 概要
キャッチ・コピーは“タワーレコード発 フレッシュアイドル発信源レーベル”。T-Palette Recordsに続く新たなアイドル専門レーベルとして、2015年7月に始動した。

## 参加アーティスト
- Devil ANTHEM.（2015年7月 - ） - 2014年12月結成。エイジアプロモーション所属。
- 上月せれな（2015年7月 - ）- 2014年4月デビュー。アルティメットレコーズより移籍。レッドノーズコーポレーション所属。

### 過去
- Peach sugar snow（2015年7月 - 2016年6月） - 2012年12月デビュー。K&Mミュージック所属。

## イベント

### 2015年
- 7月20日、youthsource records設立記念インストアライヴ（ミニライブ / 特典会）（タワーレコード渋谷店1Fイベントスペース）※出演：Peach sugar snow、Devil ANTHEM.、上月せれな
- 12月20日、T-Palette Records 感謝祭 2015〜今年新しく出来たyouthsource recordsも箱レコォズの面々も出るよ、もちろんTパレアームレスリング大会も開催!!年末大大感謝祭!!〜[3]（新宿BLAZE）※Peach sugar snow、Devil ANTHEM.、上月せれなが参加。

### 2017年
- 1月22日、TOWER RECORDS presents ザ・感謝祭2017新春[4]（品川ステラボール）※タワーレコードが運営する5つのレーベルによる合同イベント。Devil ANTHEM.、上月せれなが参加。